# Senhorinha de Basto
Santa Senhorinha de Basto (Vieira do Minho, c. 925 - Basto, Cabeceiras de Basto, 22 de Abril de 982) foi uma abadessa beneditina portuguesa, canonizada santa pela Igreja Católica em 1130.

## Biografia
Nascida no ano de 925, em Vieira do Minho, no Condado Portucalense, sob o nome de Domitilla Ufes ou ainda Genoveva Ufes, segundo algumas fontes históricas, Senhorinha de Basto era filha da condessa D. Teresa Soares e do conde D. Ufo Ufes, rico-homem, cavaleiro medieval, capitão-general do concelho de Vieira do Minho e governador de Viseu, sendo neta de D. Hugo Soares Belfaguer, senhor feudal da Casa de Sousa, de origem visigótica. Era a segunda filha do casal, irmã de D. Vizoi Vizois e de D. Ufa Ufes, que se casou com D. Arnaldo Eris de Baião, senhor de Baião, e prima do bispo de Dume, São Rosendo de Celanova. Em outros documentos, é apontada também como irmã de São Gervásio de Basto. Após a morte prematura da sua mãe, D. Ufo Ufes passou a chamá-la de Senhorinha, "pequena senhora".
Com 15 anos de idade recusou casar com um nobre pretendente, ingressando pouco depois na vida monástica sob a guarda de D. Godinha, sua tia materna e abadessa no Mosteiro de São João de Vieira do Minho, da Ordem de São Bento. Professando o seu noviciado, fez os votos ou conselhos evangélicos e adoptou o nome de Irmã Senhorinha.
Anos mais tarde, aos 36 anos, após a morte da sua tia, que se tornou também santa, Senhorinha tornou-se abadessa do Mosteiro de São João de Vieira do Minho, transferindo-se pouco depois, com as suas religiosas, para um mosteiro em São Jorge de Basto, no município de Cabeceiras de Basto, passando a localidade a figurar no nome da santa portuguesa.
A 22 de abril de 982, Santa Senhorinha de Basto faleceu, com 58 anos de idade, sendo sepultada em campa rasa, junto do altar-mor, na igreja do mosteiro, entre os túmulos de Santa Godinha e de São Gervásio de Basto.

## Legado e Canonização

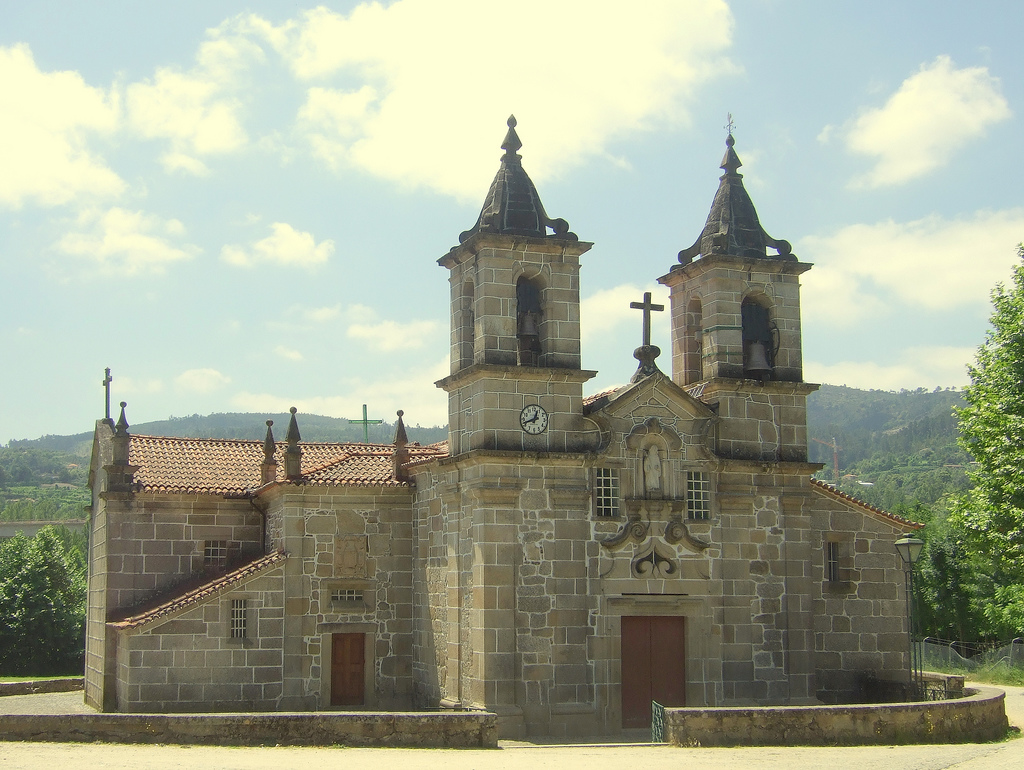
Igreja de Santa Senhorinha de Basto, Basto, Cabeceiras de Basto

Tendo-lhe sido atribuídos numerosos milagres durante a sua vida, como transformar água em vinho ou outros actos de intervenção divina durante eventos naturais ou com animais, tendo interrompido uma tempestade para se realizar a colheita do trigo ou silenciado rãs numa lagoa para se realizar o ofício litúrgico, após a sua morte, o arcebispo de Braga, D. Paio Mendes, foi visitar o sepulcro, decidido a exumar o seu corpo para averiguar os rumores de que este se mantinha bem preservado, como se a abadessa estivesse apenas a dormir. Criando-se um enorme alvoroço na população que acudiu à igreja para impedir o acto e tendo o arcebispo testemunhado um milagre, onde um cego ganhou visão, a abadessa foi canonizada santa em 1130.
Devido à enorme devoção que Santa Senhorinha de Basto inspirou, durante a Baixa Idade Média, o seu túmulo tornou-se num grande centro de peregrinações, contando-se entre os grandes devotos os reis D. Sancho I e D. Pedro I. Por esse facto, a localidade de São Jorge de Basto passou a denominar-se Santa Senhorinha de Basto, sendo a freguesia actualmente apenas referida como Basto.
Durante o século XVIII, a festa de Santa Senhorinha foi introduzida no Breviário Bracarense de D. Rodrigo de Moura Teles, sendo celebrada em todo o país a 22 de abril até ao fim do século XIX.
Em 1982, celebrou-se com solenidade o milenário da morte da santa em Basto.
A igreja de São Victor, em Braga, encerra um notável conjunto de azulejos alusivos à sua vida. 